# Leprindokanmeer
Het Leprindokanmeer (Russisch: Леприндокан) is een meer op de uitlopers van het Kalargebergte in het district Kalar in het noorden van de Russische kraj Transbaikal.
Het meer heeft een oppervlakte van 11,7 km² en een stroomgebied van 96,3 km². Het meer heeft een maximale diepte van 32 meter en een mineralisatie tot 100 mg/dm³. De rivier Koeanda ontspringt in het meer. Het meer ontstond als gevolg van een afsluiting van twee uitlopers van het Kalargebergte door de Leprinda-gletsjer tijdens het Pleistoceen. De dam die hierdoor ontstond leidde tot het meer en tot de uitstroom van de Koeanda naar het zuiden.
Het Leprindokanmeer vormt samen met het Bolsjoje en Maloje Leprindomeer en het Devotsjanmeer een merengebied binnen de stroomgebieden van de Tsjara en de Koeanda en zijn allen ontstaan door gletsjerwerking.